# Yoshi's Universal Gravitation
Yoshi's Universal Gravitation (Japans: ヨッシーの万有引力, Yosshī no Ban'yū Inryoku), ook wel Yoshi Topsy-Turvy, is een computerspel dat werd ontwikkeld door Artoon en werd uitgegeven door Nintendo. Het spel kwam in 2004 uit voor de Gameboy Advance. In het spel speelt het figuur Yoshi een belangrijke rol. Yoshi Island is door een vreemde geest opgesloten in een betoverd boek. Het spel bestaat uit zes hoofdstukken die opgedeeld zijn in verschillende stages. De speler moet geluksmedailles verzamelen.
Het computerspel maakte als een van de eerste spellen voor de Gameboy gebruik van een bewegingsgevoelige sensor, die ingebouwd zit in de cassette. De graphics waren semi-3D.

## Hoofdstukken
- Tale of the Spirit of Cuteness
- Tale of the Spirit of Money
- Tale of the Spirit of Power
- Tale of the Spirit of Speed
- The Tale of Bowser's Field
- Tale of the Spirit of Kindness
- Tale of the Spirit of Fright
- The Tale of Bowser's Cave

## Ontvangst
| Beoordeeld door                      | Jaar | Score |
| ------------------------------------ | ---- | ----- |
| MAN!AC                               | 2005 | 87%   |
| Pocket Magazine / Pockett Videogames | 2006 | 80%   |
| 4Players.de                          | 2005 | 80%   |
| Jeuxvideo.com                        | 2005 | 70%   |
| Gamezine                             | 2005 | 60%   |
| Gameplanet                           | 2006 | 60%   |
| Eurogamer.net (UK)                   | 2005 | 60%   |
| The Video Game Critic                | 2006 | 42%   |
| 1UP                                  | 2005 | 40%   |
| GameSpy                              | 2005 | 40%   |